# Margaux Farrell
Margaux Farrell (Glen Rock, 22 agosto 1990) è una nuotatrice francese.

## Carriera
Ha fatto parte della staffetta, anche se solo in batteria, che ha vinto la medaglia di bronzo nella 4x200m stile libero alle Olimpiadi di Londra 2012.

## Palmarès
- Giochi Olimpici

Londra 2012: bronzo nella 4x200m sl.